# Dicranophragma adjunctum
Dicranophragma adjunctum là một loài ruồi trong họ Limoniidae. Chúng phân bố ở miền Cổ bắc.